# Gants Hill (Metropolitano de Londres)
Gants Hill é uma estação do Metrô de Londres na Central line em Gants Hill em Ilford.

## História
Como parte do New Works Programme de 1935–40, a linha Central seria estendida de Liverpool Street ao sul da Leyton, onde se conectaria e assumiria as operações de passageiros no ramal suburbano da London & North Eastern Railway (LNER) para Epping e Ongar em Essex. A seção do Fairlop Loop da LNER (agora conhecido como Hainault Loop) entre Woodford e Newbury Park também seriam transferidas, embora não a seção ao sul de Newbury Park para Ilford e Seven Kings na Great Eastern Main Line. Para substituir a rota truncada ao sul de Newbury Park, uma nova seção subterrânea entre Leytonstone e Newbury Park foi construída, passando principalmente sob Eastern Avenue. Três novas estações, que incluem Gants Hill, foram construídas para atender os novos subúrbios do norte de Ilford e do Fairlop Loop. Durante o planejamento, os nomes "North Ilford" e "Cranbrook" foram considerados para esta estação.
A construção começou antes de 1937 e a maior parte da seção do túnel foi concluída em 1940, mas foi adiada devido à eclosão da Segunda Guerra Mundial e finalmente parou em junho de 1940. Durante a guerra, a estação foi usada como um abrigo antiaéreo e os túneis não utilizados entre a estação e Redbridge foram usados como uma fábrica de munições para a eletrônica Plessey. A construção foi reiniciada após a guerra terminou, com a linha estendida para Stratford em 4 de dezembro de 1946, e depois para Leytonstone em 5 de maio de 1947. A estação Gants Hill foi inaugurada em 14 de dezembro de 1947 como parte de uma extensão para Newbury Park.